# Birth of a Kiss
『Birth of a Kiss』（バース・オブ・ア・キス）は、2015年7月17日に発売されたサニーデイ・サービス通算2作目のライブ・アルバム。

## 解説
2015年3月27日に行われた15年ぶりとなる渋谷公会堂での模様を収めたライヴ・アルバム。本作はCD、アナログ盤、ボックス・セットの3仕様がリリースされ、CDには当日のライブ音源から12曲を収録。アナログ盤はこの12曲に「ここで逢いましょう」を加えた13曲を収録。また、ROSE RECORDSオンライン・ショップのみ数量限定販売されたボックス・セットはCDのほか、当日のステージで披露された全27曲を収録したDVDとフォトブック、ポスター、缶バッヂ、バック・ステージ・パスのレプリカを同梱。本作は当初、7月2日に発売が予定されていたが、制作上の都合で発売日が2週間ほど遅れることになり、7月17日発売となった。

## 収録曲

### CD
1. baby blue
2. 恋におちたら
3. あじさい
4. 恋人の部屋
5. 夜のメロディ
6. シルバー・スター
7. 24時のブルース
8. ふたつのハート
9. 成長するってこと
10. 胸いっぱい
11. 若者たち
12. 東京

### DVD（コンサート全編完全収録）
1. baby blue
2. 恋におちたら
3. 花咲くころ
4. あじさい
5. 雨の土曜日
6. スロウライダー
7. 虹の午後に
8. おせんべい
9. アビーロードごっこ
10. 恋人の部屋
11. 夜のメロディ
12. シルバー・スター
13. NOW
14. 星を見たかい?
15. 24時のブルース
16. ふたつのハート
17. 成長するってこと
18. 胸いっぱい
19. 夢見るようなくちびるに
20. 青春狂走曲
21. いつもだれかに
22. 白い恋人
23. 旅の手帖
24. 若者たち
25. ここで逢いましょう
26. 東京
27. コーヒーと恋愛

### ANALOG ALBUM

#### side A
1. baby blue
2. 恋におちたら
3. あじさい
4. 恋人の部屋

#### side B
1. 夜のメロディ
2. シルバー・スター
3. 24時のブルース
4. ふたつのハート

#### side C
1. 成長するってこと
2. 胸いっぱい
3. 若者たち
4. 東京

#### side D
1. ここで逢いましょう

## クレジット
| - 2015年3月27日 東京 渋谷公会堂 - サニーデイ・サービス 渋谷公会堂コンサート 2015 |
|                                                                                  |
| - サニーデイ・サービス - 曽我部恵一 田中貴 丸山晴茂                              |
|                                                                                  |
| PA 樽屋憲 (ACOUSTIC)                                                             |
| モニター 谷津純子 (ACOUSTIC)                                                     |
| 照明 高田政義 (RYU)                                                              |
| 舞台監督 八地裕二                                                                |
| 楽器 峰友洋 (MINE☆ROCK)                                                          |
|                                                                                  |
| 制作 岩井慶太 (SMASH)                                                            |
| 運営 迫田太郎 (VINTAGE ROCK)                                                     |
| マネージャー 金野志保                                                            |
|                                                                                  |
| 録音・ミックス 池内亮                                                            |
| マスタリング 曽我部恵一                                                          |
| カッティング 手塚和巳（東洋化成）                                                |
|                                                                                  |
| 写真 石垣星児                                                                    |
| ビデオ撮影 須藤中也 酒井智 池田圭太 鈴木謙太郎                                   |
| 記録 誌村宏明                                                                    |
| 物販 平田恵美 奥野ゆかり                                                         |
|                                                                                  |
| デザイン 小田島等                                                                |
| BOX 花 撮影 サイトウリョウ                                                       |
|                                                                                  |
| - ローズレコードスタッフ - 岩崎朗太 水上由季 金野志保                            |
|                                                                                  |
| プロデュース 曽我部恵一                                                          |

## リリース日一覧
| 地域 | リリース日    | レーベル     | 規格               | カタログ番号 | 備考         |
| ---- | ------------- | ------------ | ------------------ | ------------ | ------------ |
| 日本 | 2015年7月17日 | ROSE RECORDS | CD+DVD Special BOX | ROSE 190     | 数量限定販売 |
| 日本 | 2015年7月17日 | ROSE RECORDS | CD                 | ROSE 191     |              |
| 日本 | 2015年7月17日 | ROSE RECORDS | 2LP                | ROSE 191X    | 限定プレス   |